# Etowah County
Etowah County je okres ve státě Alabama ve Spojených státech amerických. K roku 2010 zde žilo 104 430 obyvatel. Správním městem okresu je Gadsden. Celková rozloha okresu činí 1 421 km².